# أبنر فينيسيوس
أبنر فينيسيوس (بالبرتغالية: Abner Vinícius da Silva Santos‏) هو لاعب كرة قدم برازيلي في مركز الدفاع، ولد في 27 مايو 2000 في بريزيدينت برودينت في البرازيل. لعب مع أتلتيكو باراناينسي ونادي بونتي بريتا.

## وصلات خارجية
- أبنر فينيسيوس على موقع الاتحاد الأوربي (الإنجليزية)
- أبنر فينيسيوس على موقع قاعدة بيانات كرة القدم.إي يو (الإنجليزية)
- أبنر فينيسيوس على موقع ليكيب (الفرنسية)
- أبنر فينيسيوس على موقع Soccerbase.com (لاعب) (الإنجليزية)
- أبنر فينيسيوس على موقع Soccerway.com (الإنجليزية)
- أبنر فينيسيوس على موقع عالم كرة القدم.نت (الإنجليزية)
- أبنر فينيسيوس على موقع اللجنة الأولمبية الدولية (الإنجليزية)
- أبنر فينيسيوس على موقع أوليمبيديا (الإنجليزية)
- أبنر فينيسيوس على موقع AS.com (الإسبانية)